# Афте
Афте (нем. Afte) — река в Германии, протекает по земле Северный Рейн-Вестфалия по территории района Падерборн. Правый приток реки Альме.
Река Афте берёт начало неподалёку от населённого пункта Хельмерн, входящего в состав Бад-Вюнненберга. Течёт в западном направлении. На реке расположено Кеддингхаузенское озеро. Река впадает в Альме в черте города Бюрен.
Длина реки составляет 24,4 км, площадь водосборного бассейна — 171,988 км².
Высота истока составляет 364 м, высота устья — 209 м.